# Jacob Doerksen
Jacob Luke Doerksen (* 16. Oktober 1987) ist ein ehemaliger kanadischer Basketballspieler.

## Laufbahn
Der aus Abbotsford in der kanadischen Provinz British Columbia stammende zwei Meter große Flügelspieler, der auch ein talentierter Footballspieler war, gehörte von 2005 bis 2007 zur Mannschaft der University of Victoria in der kanadischen Hochschulliga CIS. In der Saison 2007/07 setzte er aus. Von 2008 bis 2011 spielte er ebenfalls in der CIS für die Mannschaft der Trinity Western University. In der Saison 2008/09 erzielte er im Schnitt 20,8 Punkte und 10,7 Rebounds je Begegnung und wurde als CIS-Spieler des Jahres ausgezeichnet. Mit 1852 erzielten Punkten stand er auf dem zweiten Rang der ewigen Korbjägerliste der Trinity Western University, als er die Hochschule 2011 verließ.
Im September 2009 unterschrieb er seinen ersten Profivertrag beim deutschen Drittligisten UBC Hannover. In 33 Spielen der 2. Bundesliga ProB erzielte Doerksen im Laufe des Spieljahres 2011/12 21,7 Punkte und 7,7 Rebounds pro Partie für die Niedersachsen. Vom Internetdienst eurobasket.com wurde er daraufhin zum besten Center der ProB in der Saison 2011/12 gekürt.
Im Sommer 2012 wurde er vom SC Rasta Vechta unter Vertrag genommen, wechselte also zu einem Verein der 2. Bundesliga ProA. Mit Vechta gewann Doerksen im Frühjahr 2013 den Meistertitel in der ProA und schaffte den Aufstieg in die Basketball-Bundesliga. Der Kanadier trug zu diesem Erfolg in 34 Saisonspielen im Mittel 13,7 Punkte pro Einsatz bei.
In der Saison 2013/14 gehörte er zu Vechtas Aufgebot in der Bundesliga. Er stand in 29 Partien der höchsten deutschen Spielklasse auf dem Feld und erzielte je Begegnung im Schnitt 10,4 Punkte. Mit den Niedersachsen musste er aber den Abstieg aus der Bundesliga hinnehmen. Das Angebot zur Vertragsverlängerung in Vechta schlug Doerksen im Sommer 2014 aus und zog sich aus dem Profibereich zurück.